# Округ Вулф (Кентаки)
Вулф (енгл. Wolfe County) је округ у америчкој савезној држави Кентаки.

## Демографија
По попису из 2010. године број становника је 7.355, што је 290 (4,1%) становника више него 2000. године.
| Група             | 2000.         | 2010.         |
| Белци             | 6.981 (98,8%) | 7.241 (98,5%) |
| Афроамериканци    | 17 (0,2%)     | 10 (0,1%)     |
| Азијати           | 2 (0,0%)      | 3 (0,0%)      |
| Хиспаноамериканци | 36 (0,5%)     | 41 (0,6%)     |
| Укупно            | 7.065         | 7.355         |